# Івиця Жульєвич
Івиця Жульєвич (хорв. Ivica Žuljevic; нар. 24 травня 1980, Гофгайм (Гессен), ФРН) — хорватський футболіст та тренер, виступав на позиції нападника.

## Кар'єра гравця
Народився в німецькому містечку Гофгайм, проте футболом розпочав займатися на батьківщині. З 1998 по 2003 рік захищав кольори друголігового клубу «Мосор». Сезон 2003/04 років провів в іншому клубі другої ліги чемпіонату Хорватії, «Ускок» (Кліс). З 2004 по 2005 рік виступав у вищоліговому «Меджимур'ї».
У 2005 році переїхав до Бельгії, проте через величезну конкуренцію в команді так і не зіграв жодного офіційного поєдинку. На початку вересня 2005 року відправився в 1-річну оренду до українського «Металурга», в команді обрав собі футболку з 30-м номером. Дебютував у першій команді донецького клубу 16 жовтня 2005 року в нічийному (0:0) домашньому поєдинку 12-о туру Вищої ліги проти сімферопольської «Таврії». Івиця вийшов на поле на 86-й хвилині, замінивши Сергія Шищенка. Проте більшу частину свого перебування в «Металурзі» провів у дублі (11 матчів, 1 гол). За першу ж команду більше не зіграв жодного офіційного поєдинку. Другу половину сезону 2005/06 років провів в Ізраїлі, захищаючи кольори «Хапоель» (Петах-Тіква), за який зіграв 7 матчів у чемпіонаті країни.
Напередодні старту сезону 2006/07 років повернувся до Хорватії, де протягом півтора сезони захищав кольори «Трогіра». Потім протягом півроку виступав у «Мосорі». У 2008 році повернувся до «Меджимур'я», якому того ж сезону допоміг підвищитися в класі. В еліті хорватського футболу відіграв один сезон, після чого залишив розташування клубу. З 2010 року виступав у клубі Другої ліги Хорватії «Дугопольє». Кар'єру футболіста завершив у 2014 році.

## Кар'єра тренера
По завершенні кар'єри гравця розпочав тренерську діяльність. З 27 березня 2014 року по 24 березня 2015 року працював асистентом головного тренера в «Дугопольї».